# Bathyschraderia fragilis
Bathyschraderia fragilis is een vlokreeftensoort uit de familie van de Pontogeneiidae. De wetenschappelijke naam van de soort is voor het eerst geldig gepubliceerd in 1981 door Kamenskaya.